# Battaglia di Wadi al-Laban
La battaglia di Wadi al-Laban, detta anche battaglia di Oued el-Leben, si svolse nel marzo-aprile 1558 tra il Marocco e le forze ottomane sotto Hasan Pasha, figlio di Hayreddin Barbarossa. La battaglia si concluse con una vittoria marocchina e si svolse a nord di Fes, a Wadi al-Laban ("L'alveo del latte" o "L'alveo dello yogurt"), un affluente del fiume Sebou, a un giorno a nord di Fès.
Il conflitto iniziò quando il sovrano marocchino Mohammed ash-Sheikh si rifiutò di dare fedeltà agli ottomani.
Hasan Pasha, figlio di Barbarossa, fu nominato dall'Impero ottomano beylerbey della Reggenza di Algeri nel giugno 1557, al fine di continuare la lotta contro il sovrano marocchino. Fece assassinare Mohammed ash-Sheikh nell'ottobre 1557 da una delle sue guardie del corpo.
Hasan Pasha invase quindi il Marocco all'inizio del 1558, ma fu fermato dai marocchini a nord di Fez nella battaglia di Wadi al-Laban. La battaglia si concluse con una vittoria marocchina e Hasan Pasha dovette ritirarsi dopo aver sentito dei preparativi spagnoli per un'offensiva da Orano. Si imbarcò nuovamente dal porto di Qassasa nel nord del Marocco, appena a ovest di Melilla, e da lì tornò ad Algeri per preparare una difesa contro gli spagnoli, che presto attaccarono nella spedizione di Mostaganem.